# 813

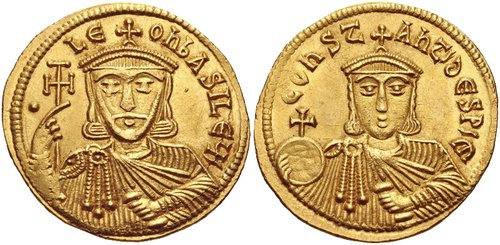
Leo V de Armeniër en zijn zoon Constantijn

Het jaar 813 is het 13e jaar in de 9e eeuw volgens de christelijke jaartelling.

## Gebeurtenissen

### Byzantijnse Rijk
- Slag bij Versinikia: De Bulgaren onder leiding van Kroem, heerser (khan) van het Bulgaarse Rijk, verslaan het Byzantijnse leger (26.000 man) in de omgeving van Adrianopel (huidige Turkije).
- Keizer Michaël I wordt gedwongen af te treden en draagt de kroon over aan zijn generaal Leo V de Armeniër. Hij trekt zich terug in een klooster op het Prinseneiland (huidige Kınalıada).
- De Bulgaren belegeren tevergeefs de Byzantijnse hoofdstad Constantinopel, Kroem ontsnapt aan een moordaanslag en voert als vergelding een plunderveldtocht in Oost-Thracië.
- Herfst - Beleg van Adrianopel: Kroem verovert Adrianopel – een van de belangrijkste Byzantijnse vestingsteden in Thracië – nadat deze is bedwongen met belegeringswapens.

### Europa
- 11 september - Keizer Karel de Grote laat zijn zoon Lodewijk (als enige overgebleven Frankische erfgenaam) in Aken tot mederegent uitroepen en kroont hem tot zijn opvolger.
- Koning Harald Klak wordt uit Denemarken verjaagd door de zonen van Godfred. Hij zoekt zijn toevlucht aan het Frankische hof van Lodewijk de Vrome.

### Arabische Rijk
- Kalief Al-Amin wordt tijdens de Vierde Fitna vermoord en opgevolgd door zijn rivaliserende broer Al-Ma'mun als nieuwe heerser van het kalifaat van de Abbasiden.

## Religie
- Synode van Tours: Karel de Grote houdt een aantal synodes, waaronder in Mainz, Reims, Chalon en Arles, om het kerkelijk leven in het Frankische Rijk te verbeteren. Met name de kerkelijke tucht en de afstand tussen het Kerklatijn en het Vulgair Latijn wordt voor het eerst formeel opgemerkt.
- Synode van Mainz: In een kerkelijke vergadering wordt besloten om de viering van Kerstmis uit te breiden. Het kerstfeest duurt voortaan 4 dagen en het is verboden om op deze dagen te werken.
- Leo V de Armeniër herstelt het iconoclasme in het Byzantijnse Rijk en vaardigt nieuwe wetten uit tegen het gebruik van iconen in de Oosterse Kerk.

## Geboren
- Wandalbert van Prüm, Frankisch benedictijner monnik (waarschijnlijke datum)

## Overleden
- Al-Amin, Arabisch kalief